# Amazing (canção de Foxes)
"Amazing" é uma canção da cantora inglesa Foxes gravada para seu segundo álbum de estúdio, All I Need (2015). O seu lançamento como o terceiro single do projeto ocorreu digitalmente em 4 de dezembro de 2015, através da gravadora Sign of the Times. Um remix retrabalhado pelo disc jockey Cahill foi lançado em 25 de dezembro de 2015.

## Recepção
Tayla Dickinson do portal Kube Radio comentou numa avaliação que "Amazing" é uma canção "autodescritiva", que contém uma "vibe humorosa que retém todas suas necessidades".

## Vídeo musical
Para promover a canção, um vídeo musical dirigido por Johny Mourgue foi lançado em 17 de dezembro de 2015 na plataforma digital Vevo. Basicamente, o enredo do vídeo exibe Foxes divertindo-se com amigos em diferentes lugares.

## Desempenho nas tabelas musicais

### Posições
| Chart (2016)                     | Melhor posição |
| -------------------------------- | -------------- |
| Escócia (Scottish Singles Chart) | 69             |
| Reino Unido (UK Singles Chart)   | 110            |